# Dan McCafferty
William "Dan" McCafferty (Dunfermline, 14 de outubro de 1946 – 8 de novembro de 2022) foi um cantor escocês. Sua trajetória artística iniciou-se no ano de 1965, quando passou a acompanhar seus amigos Pete Agnew e Darrel Sweet nas apresentações da banda local The Shadettes em pequenos clubes escoceses. Pete e Dan, aliás, são amigos desde os 5 anos de idade, quando estudaram juntos no mesmo colégio.
Dan tornou-se, assim, vocalista do "The Shadettes". Em 1968, com a chegada do guitarrista Manny Charlton, a banda passou a chamar-se Nazareth.
Dono de uma voz rouca e potente, McCafferty não se limitou a ser um intérprete de hard rock (estilo ao qual filia-se o Nazareth). Pelo contrário, o seu talento pode ser reconhecido nos vários estilos que esta banda escocesa tem experimentado durante sua longa carreira. Aliás, sua voz ficou mundialmente conhecida por intermédio de uma balada - a clássica regravação de "Love Hurts" (Bryant).
A música que lhe traz as melhores recordações é, provavelmente, "Broken Down Angel", pois foi com ela que o Nazareth chegou às "paradas de sucesso" pela primeira vez, em 1973.
Sua afinação e seu potencial vocal estão registrados não apenas nos inúmeros álbuns já lançados pelos escoceses do Nazareth, mas também em seus dois álbuns solo: Dan McCafferty (1975) e Into The Ring (1986). McCafferty é notável para a gama vocal dele e nomeia, e o cantar dele foi uma influência para cantores como Axl Rose de Guns n' Roses, Rob Halford de Judas Priest e Brian Johnson de AC/DC.
Porém, no dia 29 de agosto de 2013, Dan McCafferty anunciou sua aposentadoria dos palcos, devido ao agravamento de sua Doença Obstrutiva Pulmonar Crônica  (DOPC). Em virtude desse problema, Linton Osborne assumiu como vocalista do Nazareth. Foi anunciado no dia 24 de Fevereiro de 2014. Em 2015, Carl Sentance é quem passou a assumir esse papel.
Apesar da doença, Dan conseguiu realizar a gravação de um novo álbum solo, com composições inéditas e letras de sua autoria, a ser lançado pela earMUSIC em 18 de outubro de 2019. O título do álbum é Last Testament.
Três músicas desse novo trabalho já foram lançadas como singles. São elas: "Tell Me" (junho/2019), "Home is where the heart is" (setembro/2019) e "You and Me" (outubro de 2019).
McCafferty morreu em 8 de novembro de 2022, aos 76 anos. Ele sofria de doença pulmonar obstrutiva crônica.